# Прибулець (фільм)
«Прибулець» або «Самозванець» (англ. Impostor) — американський фантастичний трилер 2001 року режисера Гарі Фледера, заснований на однойменному оповіданні (1953) автора Філіпа К. Діка.
Головні ролі виконували: Гері Сініз, Медлін Стоу, Вінсент Д'Онофріо і Мехі Файфер.

## Сюжет
Дія фільму розгортається в 2079 році. У 2044-му Земля була атакована іншопланетною цивілізацією з Альфи Центавра. Владу взяв у свої руки тоталітарний військовий уряд. Війну вдалося звести в патову ситуацію — головні міста Землі тепер захищені енергетичним щитом, непробивним для центаврійців, однак земляни не мають достатньо сил, щоб повноцінно протистояти загарбникам.
Головним героєм є вчений Спенсер Олем, який розробив зброю, здатну покласти край війні. Але його заарештовують, оскільки вважають реплікантом. Репліканти, створені іншопланетянами, є живими мінами, які переносять у грудях невеликі органічні ядерні бомби, при цьому будучи абсолютною копією людини-оригіналу, вони володіють спогадами оригіналу і не підозрюють про свою штучну природу.
Уряд отримав радіоперехоплення іншопланетян, з якого випливало, що клон Олема повинен убити канцлера Землі. Спенсер тікає від служби безпеки. Спочатку він хоче довести своїм переслідувачам, що вони припускаються помилки. Проникнувши в медичний центр, він починає сканування власного тіла, але не встигає довести його до кінця.
Під час переслідування він зустрічає свою дружину, але в лісі їх ловлять біля розбитого корабля прибульців. Усередині транспортного засобу знаходять труп дружини Спенсера, і її репліканта встигають вбити.
Однак Хетевей, який очолював погоню, виявляє і труп самого Олема. Ця подія стає сигналом для детонації його репліканта, тим самим ознаменувавши крах замаху на канцлера. Фінальні кадри пропонують задуматися про те, що реплікант з розвитком сюжету проявляв більше людяності, ніж його переслідувачі, і навіть рятував людські життя.

## В ролях
- Гері Сініз — Спенсер Олем
- Медлін Стоу — Майя Олем
- Вінсент Д'Онофріо — Хетевей
- Мекай Файфер — Кейл
- Тоні Шалуб — Нельсон Гіттес
- Тім Гіні — доктор Карон
- Гері Дурдан — капітан Берк
- Ліндсей Краус — канцлер
- Трейсі Волтер — містер Сігел
- Елізабет Пенья — акушерка
- Шейн Броллі — лейтенант Берроуз
- Голден Брукс — сестра Кейла
- Тед Кінг — оператор
- Рейчел Латтрелл — медсестра
- Івана Миличевич — бандитка
- Кларенс Вільямс III — міністр оборони (в титрах не вказаний)

## Виробництво
Молодого Спенсера Олхема грає Maк Сініз, сина Гері Сініза.
Це другий фільм про прибульців для Тоні Шалхуба і Вінсента Д'Онофріо. Перший був Люди в чорному.
Дженніфер Лопес була спочатку обрана на роль Майї Олхем.

### Зйомки
Зйомки проходили в Каліфорнії і Арізоні.
Уривки з перших сцен фільму, де показаний обстріл Землі з космосу, а також панорама зруйнованого Парижа, взяті з фільму «Армагеддон», в якому показано падіння на місто метеоритів. Також на початку фільму (розбір завалів, хроніка мобілізації та військових дій) показаний ряд сцен з фільму «Зоряний десант». Земні солдати у фільмі також носять шоломи з «Зоряного десанту».

## Відмінності від оповідання
- Незважаючи на те, що через малий обсяг оригінального оповідання фільм неминуче побудований «за мотивами», в ньому є відступи від оригіналу:
  - В оповіданні захисне поле покривало всю планету, а не окремі міста, як у фільмі. Таким чином, відсутні «покинуті» міста і люди, контакт з ними Олема, рейд у госпіталь.
  - У фільмі бої в космосі йдуть, в основному, у вигляді приблизно рівних боїв на винищувачах, а у центаврійців є як мінімум один великий корабель. В оповіданні земляни мали тяжкі крейсери, які були не здатні оперативно перехоплювати винищувачі центаврійців через свою неповороткість.
  - В оригіналі працівники спецслужб вивели Олема на місячний полігон, звідки він втік, пригрозивши привести бомбу в дію. Лінія з розтином заживо відсутня, хоча Олем і думає про щось подібне.
  - В оповіданні Олем вибухнув, будучи викритим, коли біля розбитого корабля центаврійців знайшли його тіло. У фільмі реплікантом також виявилася його дружина Майя, що породжує парадокс: реплікант-Майя не вибухає від того, що її викривають, а Олем — так, як в оповіданні.
- Ні в оповіданні, ні в фільмі не пояснюється, яким чином центаврійський корабель подолав захисне поле.

## Касові збори
Фільм заробив трохи більше $6 млн у прокаті в США і Канаді, у світі понад $8 млн, що робить його касовим провалом.

## Критика
Самозванець отримав негативні відгуки критиків. Rotten Tomatoes дає фільму оцінку 22 % на основі 91 огляду. Metacritic оцінює фільм на 33 % на основі 26 оглядів.